# Freedom Jazz
Freedom Jazz (альтернативне написання — Freedom-jazz) — український музичний гурт, до складу якого входять десять дівчат. Виступає в жанрі джаз-кабаре, що поєднує музику, танці та театр. Однією з особливостей гурту є виконання вокальних партій у вузькій гармонії, коли голоси співачок формують тризвук.
Колектив відомий в Україні і за кордоном насамперед як кавер-бенд.

## Історія
Гурт заснований у 2008 році режисером-постановником та продюсером Оленою Коляденко. Початково вона планувала створити вокальне тріо, подібне до Andrews Sisters чи Puppini Sisters. Натхненням для ретро-гурту став кінофільм «У джазі тільки дівчата».
У 2008—2011 роках джазетки брали участь у номерах учасників талант-шоу «Фабрика зірок». У 2011 році гурт взяв участь у талант-шоу «Шоу №1» на телеканалі «Інтер», переможець якого міг взяти участь у фіналі національного відбору на «Євробачення 2012». Проте в одному з фінальних випусків колектив був змушений покинути програму за рішенням журі, яке надало перевагу міжнародному гурту «Фарбы». Судді зауважили, що «Freedom Jazz» надто професійні артистки і їм розвиватися далі нікуди, на відміну від менш професійних учасників, що їх залишили в шоу.
З 2012 року гурт «Freedom Jazz» постійно виступав на гумористичній програмі «Київ Вечірній» студії «Квартал 95», де традиційно виконував пісню «Вечерний Киев» та інші композиції.
16 лютого 2019 року джазетки виступили у другому півфіналі національного відбору «Євробачення» зі своєю авторською композицією «Cupidon». Отримавши максимальні оцінки як від суддів, так і від телеглядачів, «Freedom Jazz» потрапили до фіналу, де посіли друге місце, поступившись «Maruv». Після відмови останньої підписувати контракт із НТКУ, радіомовник почав перемовини із «Freedom Jazz», однак дівчата також відмовились їхати на «Євробачення».

## Склад
До складу гурту входять 10 професійних музиканток:
- Анастасія Малега (вокал)
- Олександра «Санні» Журба (вокал)
- Софія Павличенко (вокал)
- Анастасія (Стейша) Гудзь (тенор-саксофон)
- Ірина Кравченко (альт-саксофон)
- Віра Погурська (альт-саксофон, сопрано-саксофон)
- Світлана Шкіль (труба)
- Ірина Жиліна (клавішні)
- Світлана Майгер (бас-гітара)
- Анна Птушка (барабани)

Автори аранжувань — Антоніо Буріто і Анастасія Малега.
Стиліст та дизайнер гурту — Назар Дідик. Хореограф-постановник — Костянтин Гордієнко.
Серед колишніх учасниць — Лалі Ергемлідзе (вокал) та Ксенія Косенко (саксофон).

## Дискографія
Сингли
- 2015 — Ladies Gonna Dance[16]
- 2019 — Cupidon

## Цікаві факти
Під час національного відбору на «Євробачення 2019» вокалістка Анастасія Малега виступала на восьмому місяці своєї другої вагітності. У 2014 році вона так само, вже будучи при надії, виступала на великому сольному концерті на дев'ятому місяці, лишень за тиждень до пологів.

## Пов'язані проєкти
Учасниці колективу Олександра Журба і Світлана Майгер утворили власний проект «Daizy Crazy», що виконує пісні в жанрі танцювальний електропоп українською та російською.
Назва гурту «Freedom Jazz» походить від назви танцювального колективу «Freedom», заснованого Оленою Коляденко у 2002 році.